# Западно-Франкское королевство
Западно-Франкское королевство (также Королевство западных франков и Западная Фра́нкия; лат. Regnum Francorum occidentalium, лат. Francia occidentalis, фр. Francie occidentale) — государство, располагавшееся преимущественно на территории нынешней Франции, образовавшееся в результате раздела Франкской империи.

## История
В 843 году внуки Карла Великого Лотарь I, Людовик II Немецкий и Карл II Лысый заключили Верденский договор о разделе Франкской империи. Лотарь, сохранив императорский титул, получил Италию и широкую полосу земель вдоль Рейна и Роны (Срединное королевство), Людовик Немецкий — земли к востоку от Рейна (Восточно-Франкское королевство), Карл Лысый — земли к западу от Рейна (Западно-Франкское королевство).
Таким образом, исконные земли франков (и многие другие территории) оказались у Лотаря и Людовика Немецкого. Карлу Лысому досталась бывшая территория Галлии, где завоеватели-франки составляли ничтожное меньшинство населения (исключением было графство Фландрия, где франков было почти столько же, сколько и коренных жителей). При этом франки стали военной прослойкой, превратившейся затем в сословие феодалов. Основную массу населения составляли галлы, также проживало некоторое количество потомков римлян. К тому времени и те, и другие разговаривали на языке романской группы, близком к латинскому. Галло-романское население составило крестьянство и большую часть духовенства. Лишь во Фландрии и Лотарингии (часть которой с городом Верденом с 870 года некоторое время тоже входила в состав королевства) большинство франков вошло в состав крестьянства.
Язык франков принадлежал к германской группе, но он не имел письменности. Грамотные франки писали на латинском языке. Христианство они также восприняли через посредство местного галло-романского населения. Все это способствовало тому, что уже к моменту раздела империи основная масса галльских франков утратила родной язык и перешла на язык, который в то время называли «романским» (римским), а теперь — старофранцузским. Фактически это был язык галло-романского населения, находившийся под влиянием германских языков. Лишь высшая аристократия знала все три языка — латинский, франкский и «романский».
В латиноязычном сочинении историка Нитарда есть описание «Страсбургских клятв», которые произносили в 842 году Карл Лысый, Людовик Немецкий и их войска. Воины Карла Лысого произносили клятву на старофранцузском языке (romana lingua), а воины Людовика — на франкском (teudisca lingua). Слово teudisca произошло от франкского слова tiud, означающего «народ, племя». От этого же слова позже произошло слово «Deutsch» — немецкий.
В дальнейшем ассимиляция франков галло-романским населением привела к возникновению французской народности. Слово Français (французы) первоначально означало «франкские» (например, les rois français — франкские короли, les tributaires français — франкские подданные (галлы)). Затем французами стали называть всех жителей области вокруг Парижа (ныне регион Иль-де-Франс), и лишь потом — жителей всего королевства. Филологи, например Поуп (1934), оценивают, что приблизительно 15 % слов современного французского словаря имеют германское происхождение. Некоторые популярные французские имена произошли от франкских королей: Шарль (Карл), Анри (Генрих), Луи (Хлодвиг, Людовик). От франков происходит и нынешнее название страны — «Франция».
Между франкскими королевствами первоначально сохранялись династические связи. Они номинально все ещё входили в состав франкской «Римской империи». В частности, Карл Лысый в 875—877 годах был императором. В 884 году западно-франкские феодалы пригласили править германского короля Карла Толстого, который к тому времени уже стал императором. Но с 887 года западные франки перестали признавать верховную власть императоров.
В королевстве шел процесс феодального раздробления. Герцоги и графы стали лишь номинально подчиняться королям, а нередко и враждовали с ними. Короли обычно избирались феодалами, причем не всегда избранные короли были из династии Каролингов.
С IX века начались вторжения норманнов. Они плавали по Сене, Луаре и другим рекам, брали дань с местного населения, грабили франкские города, совершали походы на Париж. Иногда даже короли были вынуждены платить дань норманнам. По Сен-Клер-сюр-Эптскому договору 911 года между норманнским князем Роллоном и западно-франкским королём Карлом Простоватым было образовано графство Нормандия (вскоре оно стало герцогством). Завоеватели-норманны образовали феодальное и купеческое сословия Нормандии и усвоили язык галло-романского населения (сложился так называемый «нормандский язык», который фактически является диалектом французского). В X веке образовалась нормандская народность, которая позднее вошла в состав французской.
Западно-франкские короли, как и восточно-франкские (то есть германские), обычно титуловали себя «король франков» (rex Francorum) или просто «король». Полные названия «rex Francorum Occidentalium» и «rex Francorum Orientalium» они употребляли, когда заключали договор друг с другом. В 962 году восточно-франкский король Оттон I Великий получил титул «император франкский и римский», а в 967 году его сын Оттон II был коронован просто как «император римский». Таким образом, титул «rex Francorum» остался западно-франкским королям.
Условно за дату превращения Западно-Франкского королевства во Францию принят 987 год, в котором умер последний король из династии Каролингов, а королём был избран Гуго Капет, основатель династии Капетингов. В официальном титуле впервые королём Франции назвался Филипп II Август в 1180 году.
Годы правления королей Западно-Франкского королевства (если явно не указано, король принадлежит к династии Каролингов):
- Карл Лысый (843—877)
- Людовик Косноязычный (877—879)
- Людовик III (879—882)
- Карломан II (879—884), соправитель Людовика III
- Карл Толстый (884—887)
- Эд I (888—898), из рода Робертинов
- Карл Простоватый (898—922)
- Роберт I (922—923), из рода Робертинов
- Рауль I (923—936), из рода Бозонидов
- Людовик IV (936—954)
- Лотарь (954—986)
- Людовик Ленивый (986—987)